# Cheix-en-Retz
Cheix-en-Retz [ʃɛ ã ʁɛ]  est une commune de l'Ouest de la France, située dans le département de la Loire-Atlantique, en région Pays de la Loire.
La commune fait partie de la Bretagne historique, dans le pays traditionnel du pays de Retz et dans le pays historique du Pays nantais.
Ses habitants s'appellent les Cheixois et les Cheixoises.
Cheix-en-Retz comptait 1 162 habitants en 2021.

## Géographie

Situation de la commune de Cheix-en-Retz dans le département de la Loire-Atlantique.

Cheix-en-Retz est située au sud de la Loire, à 26 km à l'ouest de Nantes et 44 km au sud-est de Saint-Nazaire. Elle est arrosée par l'Acheneau.
| Rouans | Le Pellerin     |        |
| Rouans | Cheix-en-Retz   | Brains |
| Rouans | Port-Saint-Père |        |

### Climat
Pour des articles plus généraux, voir Climat des Pays de la Loire et Climat de la Loire-Atlantique.
En 2010, le climat de la commune est de type climat méditerranéen altéré, selon une étude du CNRS s'appuyant sur une série de données couvrant la période 1971-2000. En 2020, Météo-France publie une typologie des climats de la France métropolitaine dans laquelle la commune est exposée à un climat océanique et est dans la région climatique  Bretagne orientale et méridionale, Pays nantais, Vendée, caractérisée par une faible pluviométrie en été et une bonne insolation. 
Pour la période 1971-2000, la température annuelle moyenne est de 12,2 °C, avec une amplitude thermique annuelle de 13,3 °C. Le cumul annuel moyen de précipitations est de 737 mm, avec 13,1 jours de précipitations en janvier et 6 jours en juillet. Pour la période 1991-2020, la température moyenne annuelle observée sur la station météorologique de Météo-France la plus proche, « Nantes-Bouguenais », sur la commune de Bouguenais à 15 km à vol d'oiseau, est de 12,7 °C et le cumul annuel moyen de précipitations est de 819,5 mm,. Pour l'avenir, les paramètres climatiques de la commune estimés pour 2050 selon différents scénarios d'émission de gaz à effet de serre sont consultables sur un site dédié publié par Météo-France en novembre 2022.

## Urbanisme

### Typologie
Au 1er janvier 2024, Cheix-en-Retz est catégorisée bourg rural, selon la nouvelle grille communale de densité à sept niveaux définie par l'Insee en 2022.
Elle est située hors unité urbaine. Par ailleurs la commune fait partie de l'aire d'attraction de Nantes, dont elle est une commune de la couronne,. Cette aire, qui regroupe 116 communes, est catégorisée dans les aires de 700 000 habitants ou plus (hors Paris),.

### Occupation des sols
L'occupation des sols de la commune, telle qu'elle ressort de la base de données européenne d’occupation biophysique des sols Corine Land Cover (CLC), est marquée par l'importance des territoires agricoles (87 % en 2018), en diminution par rapport à 1990 (90,1 %). La répartition détaillée en 2018 est la suivante : 
prairies (38,8 %), terres arables (26,7 %), zones agricoles hétérogènes (21,4 %), zones urbanisées (5,9 %), forêts (5,8 %), zones industrielles ou commerciales et réseaux de communication (1,3 %). L'évolution de l’occupation des sols de la commune et de ses infrastructures peut être observée sur les différentes représentations cartographiques du territoire : la carte de Cassini (XVIIIe siècle), la carte d'état-major (1820-1866) et les cartes ou photos aériennes de l'IGN pour la période actuelle (1950 à aujourd'hui).

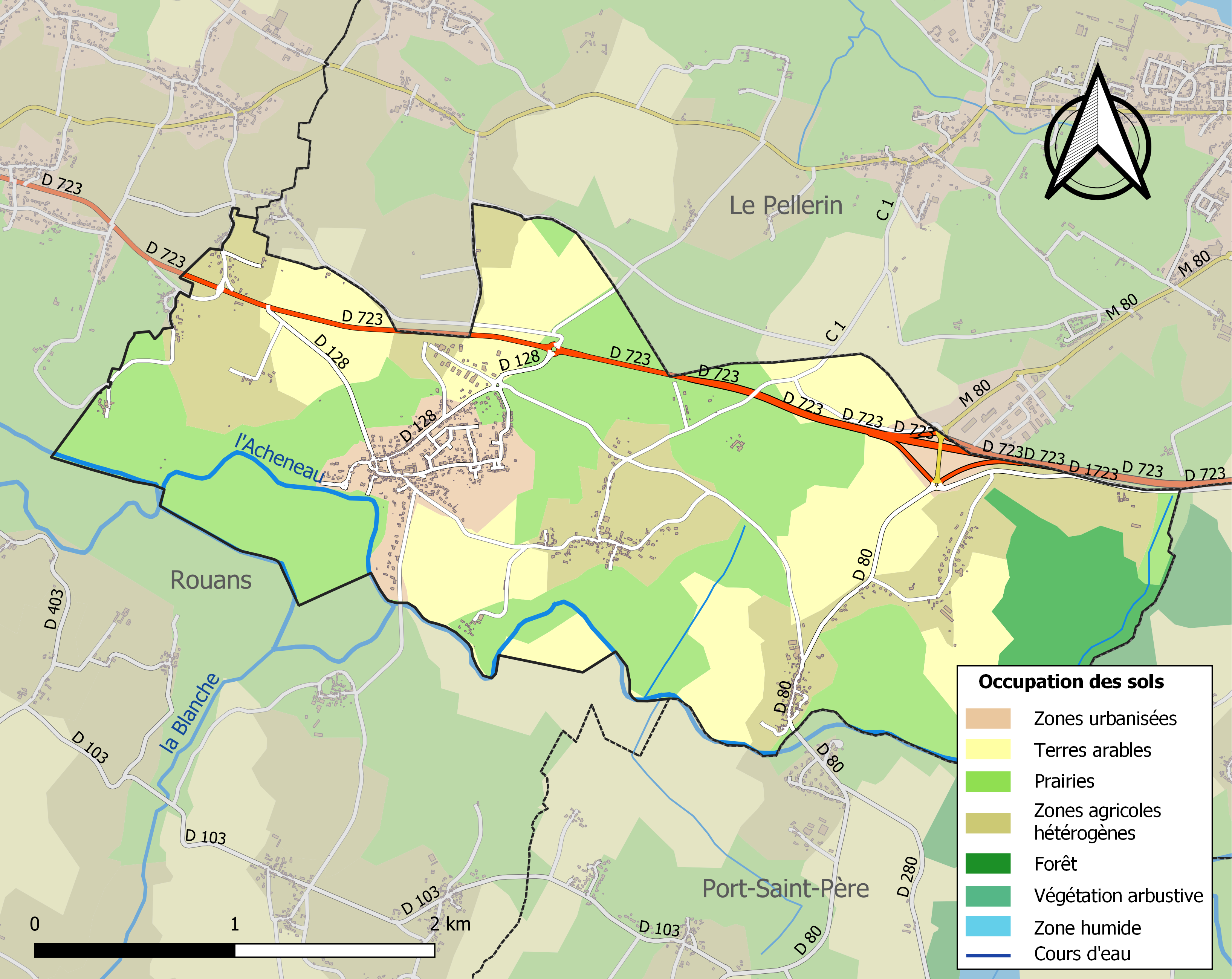
Carte des infrastructures et de l'occupation des sols de la commune en 2018 (CLC).

## Toponymie
Le nom de la localité est attesté sous les formes Chayx en 1450, Chazy et Chayz en 1452,.
Le nom de la localité en gallo, la langue d'oïl locale, s'écrit Chiz selon l'écriture ABCD; Chaèz selon l'écriture ELG, ou Chi selon l'écriture MOGA. En gallo, le nom de la commune se prononce [ ʃi].
La forme bretonne proposée par l'Office public de la langue bretonne est Keiz-Raez.

## Histoire
À la fin des années 1970, Cheix-en-Retz se trouve avec la commune voisine du Pellerin au cœur d'un très vif mouvement de contestation contre un projet d'implantation de centrale nucléaire. Le projet est lancé le 1er septembre 1976 mais ne verra jamais le jour, du fait d'une opposition locale très déterminée. De nombreux incidents, manifestations et heurts avec les pouvoirs publics jalonnent l'histoire de ce projet de centrale, jusqu'à la décision du gouvernement Mauroy de l'abandonner définitivement le 14 avril 1983.

## Héraldique
| Blason | Blasonnement : De sinople à la rivière d'argent posée en barre accompagnée à dextre en chef d'une chapelle d'or et à senestre en pointe d'une grappe de raisin tigée, feuillée et branchée du même. Commentaires : Blason conçu par Pierre Fréor et le conseil municipal (délibération municipale du 1er mai 1946). |

## Politique et administration

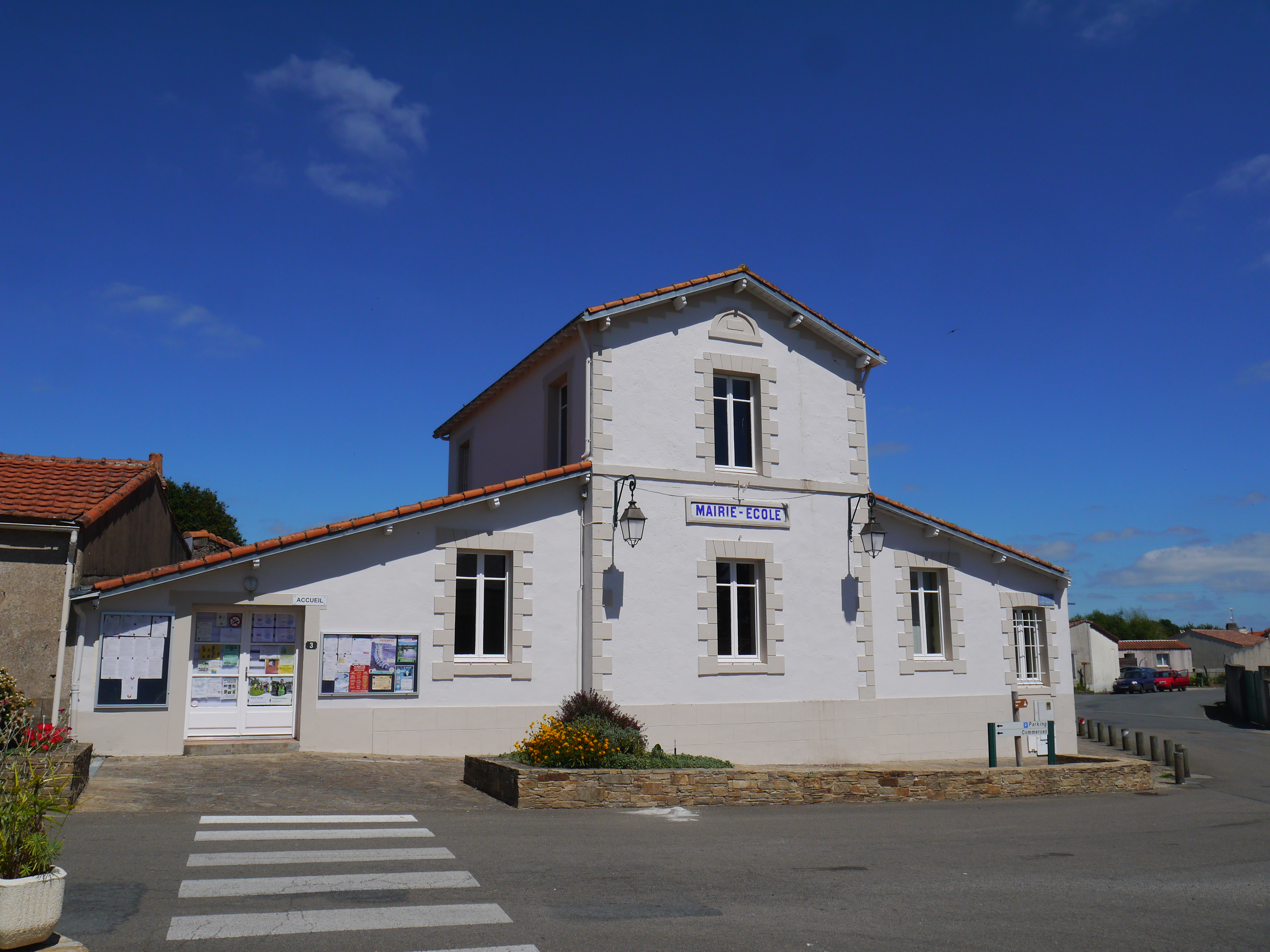
La mairie.

Cheix-en-Retz appartient à l'arrondissement de Nantes et au canton de Machecoul.
| Période                                  | Période   | Identité      | Étiquette | Qualité              |
| ---------------------------------------- | --------- | ------------- | --------- | -------------------- |
| avant 1981                               | ?         | Michel Pacaud |           |                      |
| mars 2001                                | mars 2014 | Paul Porcher  | DVD       |                      |
| mars 2014                                | En cours  | Luc Normand   | ex-CPNT   | responsable d'achats |
| Les données manquantes sont à compléter. |           |               |           |                      |

### Intercommunalité
Cheix-en-Retz était intégrée à la Communauté de communes Cœur Pays de Retz, structure intercommunale regroupant six communes.
Au 1er janvier 2017, celle-ci a fusionné avec la Communauté de communes de Pornic pour former la communauté d'agglomération Pornic Agglo Pays de Retz. Cette structure comprend 15 communes, dont Cheix-en-Retz.

## Population et société

### Démographie
Selon le classement établi par l'Insee, Cheix-en-Retz fait partie de l'aire urbaine, de la zone d'emploi et du bassin de vie de Nantes. Elle n'est intégrée dans aucune unité urbaine. Toujours selon l'Insee, en 2010, la répartition de la population sur le territoire de la commune était considérée comme « peu dense » : 94 % des habitants résidaient dans des zones « peu denses » et 6 % dans des zones « très peu denses ».

#### Évolution démographique
L'évolution du nombre d'habitants est connue à travers les recensements de la population effectués dans la commune depuis 1793. Pour les communes de moins de 10 000 habitants, une enquête de recensement portant sur toute la population est réalisée tous les cinq ans, les populations de référence des années intermédiaires étant quant à elles estimées par interpolation ou extrapolation. Pour la commune, le premier recensement exhaustif entrant dans le cadre du nouveau dispositif a été réalisé en 2007.

En 2022, la commune comptait 1 172 habitants, en évolution de +11,94 % par rapport à 2016 (Loire-Atlantique : +6,68 %, France hors Mayotte : +2,11 %).
| 1793 | 1800 | 1806 | 1821 | 1831 | 1836 | 1841 | 1846 | 1851 |
| ---- | ---- | ---- | ---- | ---- | ---- | ---- | ---- | ---- |
| 365  | 282  | 320  | 381  | 586  | 395  | 341  | 333  | 375  |

| 1856 | 1861 | 1866 | 1872 | 1876 | 1881 | 1886 | 1891 | 1896 |
| ---- | ---- | ---- | ---- | ---- | ---- | ---- | ---- | ---- |
| 402  | 396  | 407  | 413  | 399  | 423  | 421  | 420  | 428  |

| 1901 | 1906 | 1911 | 1921 | 1926 | 1931 | 1936 | 1946 | 1954 |
| ---- | ---- | ---- | ---- | ---- | ---- | ---- | ---- | ---- |
| 440  | 417  | 407  | 342  | 346  | 336  | 307  | 320  | 315  |

| 1962 | 1968 | 1975 | 1982 | 1990 | 1999 | 2006 | 2007 | 2012 |
| ---- | ---- | ---- | ---- | ---- | ---- | ---- | ---- | ---- |
| 315  | 308  | 326  | 367  | 442  | 530  | 699  | 721  | 913  |

| 2017  | 2022  | - | - | - | - | - | - | - |
| ----- | ----- | - | - | - | - | - | - | - |
| 1 067 | 1 172 | - | - | - | - | - | - | - |

#### Pyramide des âges
La population de la commune est relativement jeune.
En 2018, le taux de personnes d'un âge inférieur à 30 ans s'élève à 40,7 %, soit au-dessus de la moyenne départementale (37,3 %). À l'inverse, le taux de personnes d'âge supérieur à 60 ans est de 15,4 % la même année, alors qu'il est de 23,8 % au niveau départemental.
En 2018, la commune comptait 546 hommes pour 540 femmes, soit un taux de 50,28 % d'hommes, légèrement supérieur au taux départemental (48,58 %).
Les pyramides des âges de la commune et du département s'établissent comme suit.
| Hommes | Classe d’âge | Femmes |
| ------ | ------------ | ------ |
| 0,6    | 90 ou +      | 0,2    |
| 2,3    | 75-89 ans    | 4,4    |
| 11,8   | 60-74 ans    | 11,6   |
| 21,3   | 45-59 ans    | 17,7   |
| 23,1   | 30-44 ans    | 25,8   |
| 16,6   | 15-29 ans    | 13,7   |
| 24,3   | 0-14 ans     | 26,6   |

| Hommes | Classe d’âge | Femmes |
| ------ | ------------ | ------ |
| 0,6    | 90 ou +      | 1,8    |
| 6      | 75-89 ans    | 8,6    |
| 15,1   | 60-74 ans    | 16,4   |
| 19,4   | 45-59 ans    | 18,8   |
| 20,1   | 30-44 ans    | 19,3   |
| 19,2   | 15-29 ans    | 17,4   |
| 19,5   | 0-14 ans     | 17,6   |

## Économie
L'économie cheixoise est essentiellement tournée vers l'agriculture (élevage, viticulture notamment). Quelques artisans sont également en activité.

## Lieux et monuments

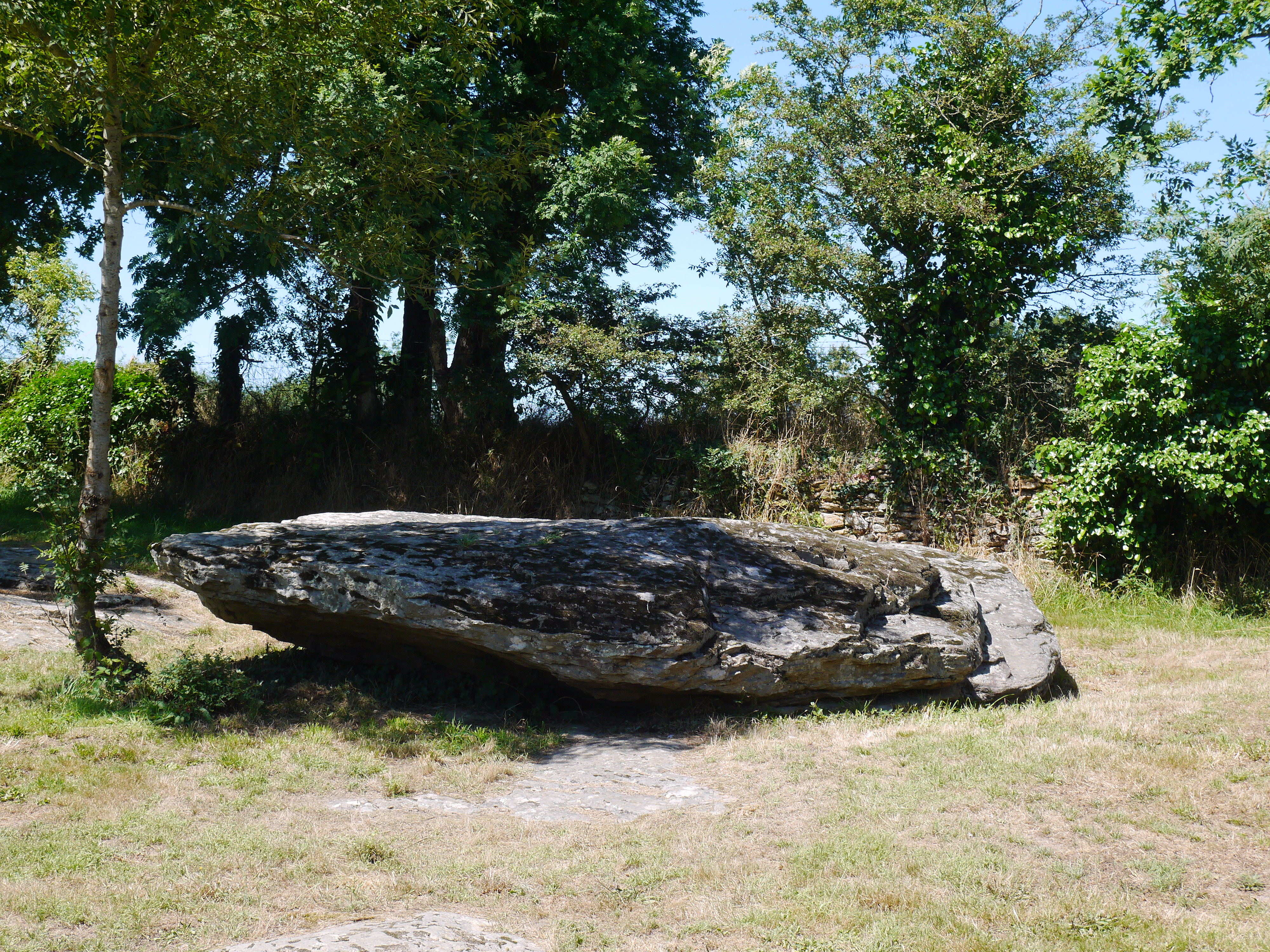
La pierre Saint-Martin.

- La commune abrite l'église Saint-Martin, construite en 1856 selon les plans de l'architecte Chenantais, sur l'emplacement d'une ancienne église du XIIe siècle[26] et placée sous le patronage de Martin de Vertou. À la fin des années 2010, l'état général du bâtiment inquiète[27], et pousse la municipalité à entreprendre des travaux de réfection par vagues successives[28],[29].
- Le bâtiment le plus ancien encore visible aujourd'hui est la chapelle attenante au château du Bois-Corbeau, qui date du XIIe siècle ; le château lui-même est initialement construit au XIVe siècle puis complété au début du XXe siècle[30].
- La Pierre Saint-Martin : située sur la rive de l'Acheneau, est un lieu touristique fréquenté. C'est une grande dalle de gneiss de 6,30 m de long, 4,40 m de large et 0,50 m d'épaisseur extraite à une époque inconnue d'un affleurement situé à quelques dizaines de mètres plus à l'ouest. Selon la tradition, elle aurait servi de chaire à Martin de Vertou pour évangéliser la population locale[31].